# William Laurentz
William Laurentz, né le 26 février 1895 à Paris 8e et mort dans la même ville le 7 mars 1922, est un joueur de tennis franco-belge.

## Biographie
William Hector Auguste Edmond Laurentz est né en 1895 à Paris de Maximilien Laurentz, directeur du quotidien hippique Auteuil-Longchamp, et Jeanne De Cock, tous deux de nationalité belge. Il a un frère aîné, Robert (né en 1887) qui a succédé à son père à la tête du quotidien. Représentant la France dans les compétitions internationales, il commence le tennis en 1908 dans des tournois avec handicap à Monte-Carlo puis revient jouer dans la capitale.
Le 18 avril 1911, à 16 ans, il se révèle en éliminant à la surprise générale le triple champion du monde Anthony Wilding en finale du tournoi de Pâques au Tennis Club de Paris sur le score de 4-6, 4-6, 6-1, 13-11, 8-6 en 2 heures 12. Le champion néo-zélandais souligne sa précision, son jeu en revers et au filet. L'année suivante, il est contraint à l'abandon dans le Challenge Round du championnat de France en salle contre André Gobert. Voulant retourner un service puissant, Laurentz toucha la balle avec le cadre de sa raquette qui rebondit sur son œil gauche. Il mit plusieurs mois à s'en remettre avant de retrouver les courts sans toutefois bénéficier de l'usage complet de son œil. Joueur complet au service puissant « à l'américaine » et adepte du contre-pied, il avait pour principal défaut une faible endurance. Il adopte par la suite un jeu offensif grâce à son aisance à la volée.
Vice-champion de France en 1912, il a remporté deux titres en double mixte avec Daisy Speranza en 1912 et 1913, et un en double messieurs avec André Gobert en 1921. Malchanceux au championnat de France sur courts couverts où il perdit cinq fois en finale contre Gobert, il compte toutefois un titre en double avec celui-ci en 1920 et deux en mixte avec Marguerite Broquedis en 1913 et Germaine Golding en 1920.
En 1920, il obtient la consécration en remportant les Championnats du monde sur terre battue à Saint-Cloud en simple contre Gobert, pourtant pratiquement invincible cette saison. Il triomphe également en double avec ce dernier et enfin en double mixte avec Germaine Golding. En 1921, il s'impose facilement lors des mondiaux sur courts couverts à Copenhague contre Alfred Beamish sans perdre un seul set au cours du tournoi. Lors de la défense de son titre à Paris, il est battu en quart de finale par Erik Tegner non sans avoir écarté Manuel Alonso et le baron de Morpurgo. Il se rattrape néanmoins en triomphant une nouvelle fois en double avec Gobert.
Sélectionné en Coupe Davis à cinq reprises en 1912 et de 1919 à 1921 avec un bilan de trois victoires pour sept défaites, il a fait partie du trio des grands champions de tennis français de l'époque avec André Gobert et Max Decugis.
Il se marie en 1919 à une américaine, Maria Fordyce Baker, puis devient collaborateur de la revue La Vie au grand air où il tient la rubrique tennis. Désigné n°1 français pour l'année 1922, il se rend fin février à Saint-Moritz afin d'y disputer les Championnats du monde sur courts couverts dont il est le tenant du titre. Souffrant d'une grippe pendant quelques jours, il rentre à Paris où son état semble s'améliorer jusqu'à ce qu'il décède subitement le matin du 7 mars d'une septicémie. Il est inhumé au Père-Lachaise.

## Palmarès (partiel)

### Titres en simple
- 1911 : Tournoi de Pâques, bat Tony Wilding (4-6, 4-6, 6-1, 13-11, 8-6)
- 1913 : Tournoi international de Paris, bat André Gobert (6-1, 9-7, 3-6, 6-2, 2-3, ab.)
- 1920 : Championnat du monde sur terre battue, bat André Gobert (9-7, 6-2, 3-6, 6-2)
- 1921 : Championnat du monde sur courts couverts, bat Alfred Beamish (6-2, 6-4, 6-2)

### Finales en simple
- 1911 : Tournoi international de Paris, battu par André Gobert (6-4, 6-4, 6-3)
- 1912 : Houlgate, battu par Max Décugis (2-6, 7-5, 6-4, 6-4)
- 1912 : Championnat de France sur courts couverts, battu par André Gobert (4-2, ab.)
- 1913 : Championnat de France sur courts couverts, battu par André Gobert (6-3, 4-6, 6-2, 6-4)
- 1919 : Coupe Albert Canet, battu par André Gobert (6-3, 6-1, 6-2)
- 1919 : Championnat de France sur courts couverts, battu par André Gobert (6-0, 6-3, 6-3)
- 1920 : Championnat de France sur courts couverts, battu par André Gobert (6-1, 4-6, 1-6, 6-3, 6-2)
- 1921 : Championnat de France sur courts couverts, battu par André Gobert (8-6, 6-4, 6-2)
- 1921 : Barcelone, battu par Manuel Alonso (6-4, 6-2, 6-2)